# Marie Ryšková
Marie Ryšková (* 19. října 1974 Nový Jičín) je zakladatelka a ředitelka Mobilního hospice Strom života.

## Život
Vyrůstala v Rožnově pod Radhoštěm. Velmi ji ovlivnila náhlá smrt otce v jejích 23 letech a později i péče o vážně nemocnou matku. Nemožnost postarat se o své blízké v domácím prostředí až do konce jejich života, ji vedla k myšlence založení mobilního hospice na Novojičínsku. Organizaci založila a je ředitelkou společně s Martinem Šimákem. Tento hospic založený na přelomu let 2014 a 2015 postupně rozšiřoval působnost. V roce 2025 je hospic tvořen dvěma sociálními a jednou zdravotní službou a péči o pacienty poskytuje ve velké části Olomouckého kraje, Moravskoslezského kraje a Zlínského kraje. V roce 2024 poskytl péči více než 850 pacientům v terminálním stádiu.

## Ocenění
Mobilní hospic Strom života, kterého je ředitelkou, obdržel v roce 2017 cenu Evropského občana, kterou uděluje Evropský parlament.